# Alcool allylique
Un alcool allylique est un composé organique portant un groupement hydroxyle en position allylique. L'alcool allylique (2-propèn-1-ol) C3H6O ou H2C=CH-CH2-OH est un liquide incolore à odeur piquante (point d'ébullition 97 °C). On le trouve dans les fruits en décomposition.
On le prépare industriellement par hydrolyse à la soude du chlorure d'allyle, obtenu par chloration radicalaire du propène. Il est utilisé comme matière première de résines, de plastifiants. Il fait partie de la liste EPA des substances extrêmement dangereuses